# Isovaniloide
Um isovanilóide é um compostos orgânico que possuem um grupo isovanilil. Estes incluem álcool isovanilil, isovanilina, ácido isovanílico, isoacetovanilona, etc. Eles são isômeros dos vanilóides.
| Estrutura do Isovanillylalkohol | Estrutura da Isovanillin | Estrutura do Isovanillinsäure | Estrutura da iso-Acetovanillon |
| Álcool isovanilil               | Isovanilina              | Ácido isovanílico             | iso-Acetovanilona              |